# صقال

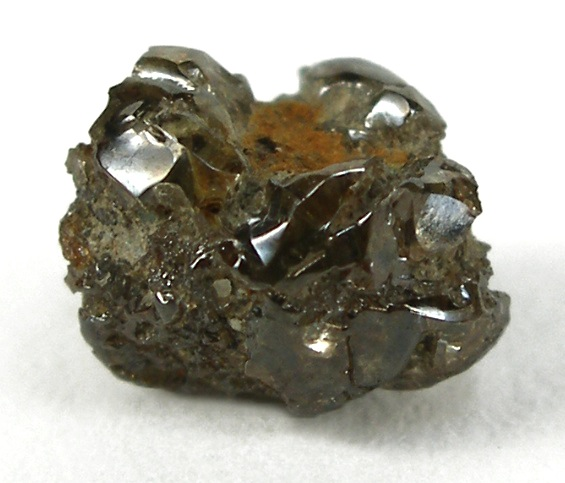
مزيج من ألماس والصقال وبعض الشوائب من الأحجار الكريمة

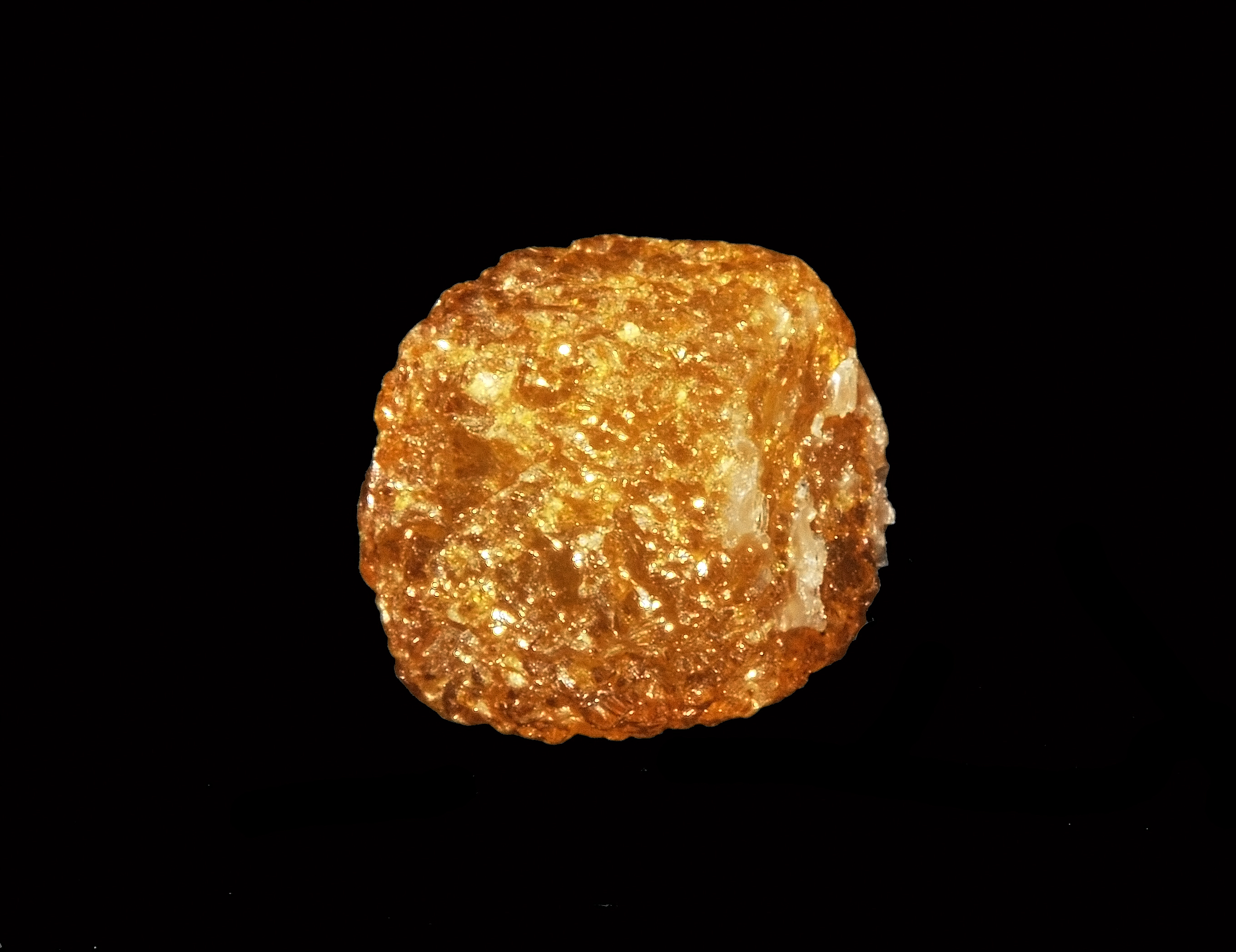
صقال يشبه ألماس من الكونغو

صِقَال (بالإنجليزية: Bort)‏ مسحوق ناعم من الألماس يستعمل في صقل الحجارة الكريمة ومنها ألماس.